# Vlezenbeek
Vlezenbeek (anciennement écrit Vlesenbeke ou Vlesenbeek) est une section de la commune belge de Leeuw-Saint-Pierre située en Région flamande dans la province du Brabant flamand.
|  |  |